# Panysinus
Genre
Panysinus est un genre d'araignées aranéomorphes de la famille des Salticidae.

## Distribution
Les espèces de ce genre se rencontrent en Asie du Sud-Est et en Asie du Sud.

## Liste des espèces
Selon World Spider Catalog (version 18.0, 30/04/2017) :
- Panysinus grammicus Simon, 1902
- Panysinus nicholsoni (O. Pickard-Cambridge, 1900)
- Panysinus nitens Simon, 1901
- Panysinus semiargenteus (Simon, 1877)
- Panysinus semiermis Simon, 1902

## Publication originale
- Simon, 1901 : On the Arachnida collected during the Skeat expedition to the Malay Peninsula. Proceedings of the Zoological Society of London, vol. 71, no 2, p. 45-84 (texte intégral).